# Gut Ullenhausen

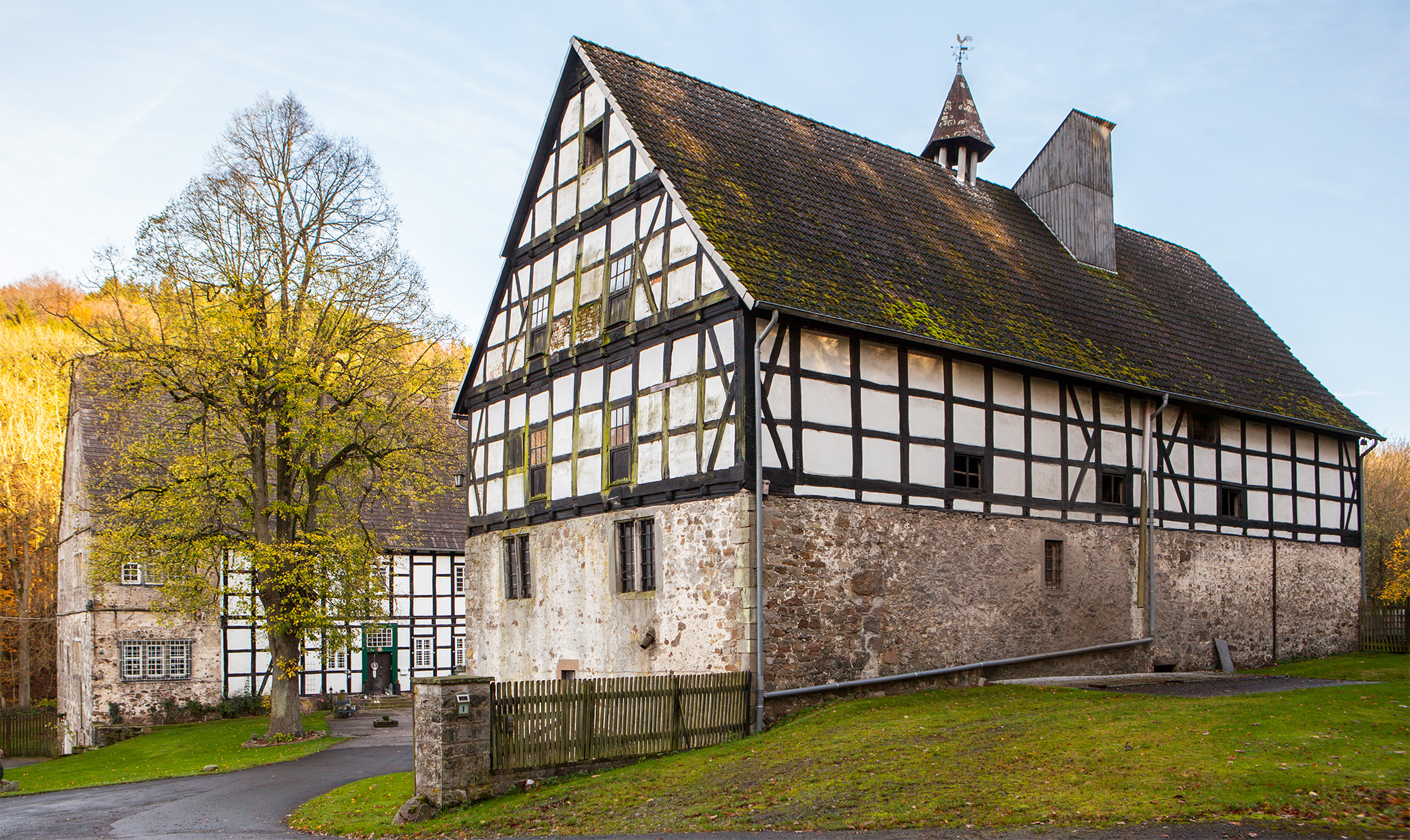
Gut Ullenhausen

Das Gut Ullenhausen liegt auf dem Gebiet der Gemeinde Extertal im Nordosten des ostwestfälischen Kreises Lippe in Nordrhein-Westfalen. Das Hauptgebäude und das Speichergebäude des Gutes stehen unter Denkmalschutz.

## Geschichte
Das Gut Ullenhausen, ein ehemaliges Adelsgut, wurde im Jahre 1557 angelegt. Es entstand an Stelle eines um 1240 gegründeten Benediktinerinnenklosters. Das in Ullenhausen gegründete Kloster war zunächst recht bedeutend, im Laufe der Zeit wurde der Konvent aber immer kleiner und bestand 1407 nur noch aus fünf Personen. Nachdem das Kloster im 15. Jahrhundert aufgelöst wurde verfielen die Klostergebäude und das Anwesen ging in den Besitz der Augustiner-Eremiten in Herford über. Durch Graf Simon V. wurde das ehemalige Kloster schließlich an die aus Alverdissen stammende Familie Werpup als Lehen übertragen – das Gut Ullenhausen entstand. Von 1557 bis 1700 wurde das Gut durch die Familie Werpup betrieben. Von 1704 bis 1798 war das Gut im Besitz der Familie des königlich, großbritischen Hauptmanns von Alten, die es 1798 wiederum an eine Familie Cordemann verkaufte. 1937 erwarb Heinrich Braband das Gut, dessen Familie das Gut bis heute bewirtschaftet.

## Gebäude

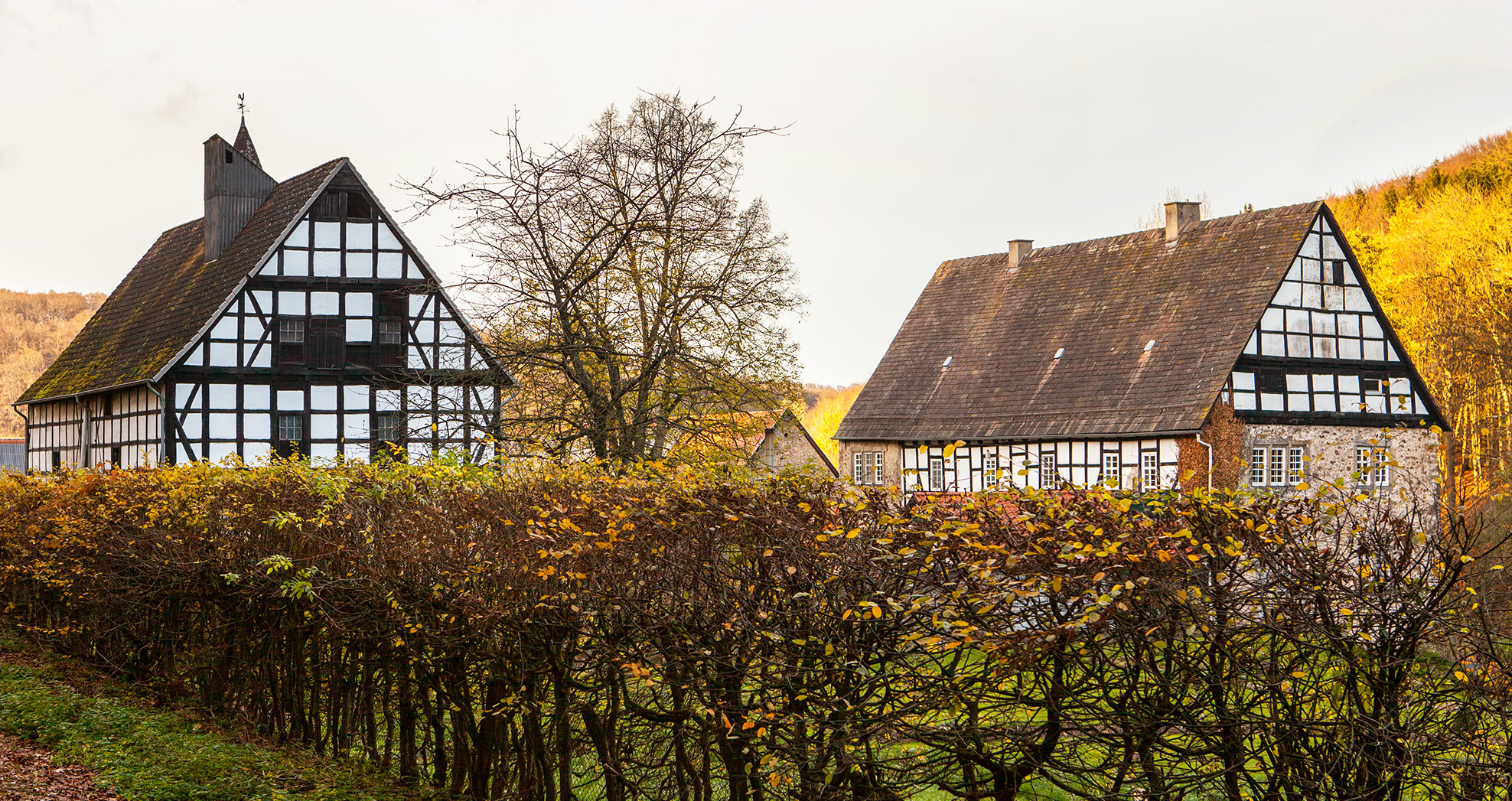
Gut Ullenhausen

Das Hauptgebäude des Gutes, ein Steinbau mit steilem Giebel und Pfostenfenstern, wurde 1596 erbaut. Der rückwärtige Giebel und teilweise die Hoffront wurden im 19. Jahrhundert mit Fachwerk versehen. Das gegenüberliegende Speichergebäude aus Bruchsteinen mit Fachwerk wurde in der 2. Hälfte des 17. Jahrhunderts als Pendant errichtet. Ein Fachwerkstall trägt die Jahreszahl 1746.